# ATP Birmingham
L'ATP Birmingham conosciuto anche come Birmingham International Indoor Tennis Tournament è stato un torneo di tennis. Ha fatto parte dell'USTLA Circuit Indoor dal 1973 al 1976, del World Championship Tennis nel 1977, del Grand Prix dal 1978 al 1980. Era giocato a Birmingham negli Stati Uniti su campi in sintetico indoor.

## Albo d'oro

### Singolare
| Anno | Vincitore     | Finalista       | Punteggio     |
| ---- | ------------- | --------------- | ------------- |
| 1973 | Sandy Mayer   | Charles Owens   | 6–4, 7–6      |
| 1974 | Jimmy Connors | Sandy Mayer     | 7–5, 6–3      |
| 1975 | Jimmy Connors | Billy Martin    | 6–4, 6–3      |
| 1976 | Jimmy Connors | Roscoe Tanner   | 6–4, 3–6, 6–1 |
| 1977 | Jimmy Connors | Bill Scanlon    | 6–3, 6–3      |
| 1978 | Björn Borg    | Dick Stockton   | 7–6, 7–5      |
| 1979 | Jimmy Connors | Eddie Dibbs     | 6–2, 3–6, 7–5 |
| 1980 | Jimmy Connors | Eliot Teltscher | 6–3, 6–2      |

### Doppio
| Anno | Vincitori                     | Finalisti                           | Punteggio     |
| ---- | ----------------------------- | ----------------------------------- | ------------- |
| 1973 | Pat Cramer Jürgen Fassbender  | Clark Graebner Ion Țiriac           | 6–4, 7–5      |
| 1974 | Ian Fletcher Sandy Mayer      | Nicholas Kalogeropoulos Iván Molina | 4–6, 7–6, 6–1 |
| 1975 | Jürgen Fassbender Karl Meiler | Colin Dowdeswell John Yuill         | 4–6, 6–3, 7–6 |
| 1976 | Jimmy Connors Erik Van Dillen | Hank Pfister Dennis Ralston         | 6–3, 6–2      |
| 1977 | Wojciech Fibak Tom Okker      | Billy Martin Bill Scanlon           | 6–3, 6–4      |
| 1978 | Vitas Gerulaitis Sandy Mayer  | Frew McMillan Dick Stockton         | 3–6, 6–1, 7–6 |
| 1979 | Stan Smith Dick Stockton      | Ilie Năstase Tom Okker              | 6–2, 6–3      |
| 1980 | Wojciech Fibak Tom Okker      | José Luis Clerc Ilie Năstase        | 6–3, 6–3      |